# Albert-Antoine de Schwarzbourg-Rudolstadt
Albert-Antoine de Schwarzbourg-Rudolstadt (14 novembre 1641 à Rudolstadt – 15 décembre 1710, ibid.) est comte de Schwarzbourg-Rudolstadt de 1662 à 1710. Il est fait Prince du Saint-Empire en 1697, cependant, il choisit de ne pas accepter son élévation. En 1710, il est élevé à nouveau, et cette fois, il accepte.

## Biographie
Albert-Antoine est le fils du comte Louis-Gonthier Ier de Schwarzbourg-Rudolstadt et sa femme Émilie d'Oldenbourg-Delmenhorst. Sa femme est le célèbre poète et compositrice d'hymne Émilie-Julienne, née comtesse de Barby-Mühlingen, qu'il épouse en 1665.
Albert-Antoine est très estimé par l'Empereur Joseph Ier. En 1705, il est nommé commissaire impérial et chargé de l'organisation de l'hommage impérial des villes de Mühlhausen et Goslar. Deux pièces commémoratives sont frappées à cette occasion.
En 1697, il est créé Prince du Saint-Empire et le comté de Schwarzbourg-Rudolstadt est élevé en principauté. Toutefois, il choisit de ne pas accepter son élévation. Sa raison principale est sa modestie religieuse, axée sur la piété, qui est devenue plus prononcée après la mort soudaine de sa sœur préférée Ludmilla Élisabeth de Schwarzbourg-Rudolstadt. Il a aussi voulu éviter une confrontation avec ses voisins, les ducs de la branche ernestine de la Maison de Wettin, qui s'étaient opposés à son élévation.
En 1710, l'élévation est réaffirmée et cette fois, Albert-Antoine accepte. Cependant, il n'a pas publié son élévation et continue à utiliser le titre de comte de Schwarzbourg-Rudolstadt. Son fils et successeur, Louis Frédéric, publie l'élévation en 1711, et commence à utiliser le titre de Prince de Schwarzbourg-Rudolstadt le 15 avril 1711.
Albert-Antoine est un ami et promoteur de la science. Il est motivé par un désir de développer son pays dans tous les sens possibles. Il crée un certain nombre de fondations de bienfaisance visant à faciliter l'accès à la connaissance scientifique.
Il meurt le 15 décembre 1710 à Rudolstadt, et est remplacé par son fils, Louis-Frédéric Ier de Schwarzbourg-Rudolstadt.